# Brossel BL55/Jonckheere
Le Brossel BL55/Jonckheere est un autobus produit par Brossel et Jonckheere.

## Histoire
En 1966, Brossel remplace le châssis A92 DAR-L, de l'autobus Brossel A92 DAR-L/Jonckheere conçu pour le réseau de Lille par un nouveau le BL55 pour Brossel Leyland d'un empattement de 5 500 mm sur lequel Jonckheere réalise un autobus dans la lignée de son prédécesseur.

## Caractéristiques

### Caractéristiques générales
Châssis : Brossel BL55, développé pour le réseau de Lille pour succéder à l'A92 DAR-L ;
Empattement : 5 500 mm ;
Carrosserie : Jonckheere en reprenant les caractéristiques de la carrosserie des dernières séries de Brossel A92 DAR-L/Jonckheere réalisées pour le réseau de Lille. Les véhicules livrés à Valenciennes ont un pare-brise en six parties identique à celui des secondes séries du réseau de Lille, le reste de la caisse est au-type.

### Motorisations
| Utilisation                                | CEN                                                                 | CGIT                                                                |
| Motorisation                               |                                                                     |                                                                     |
| Moteur                                     | diesel O.400 « Power »                                              | diesel O.401 « Power »                                              |
| Architecture                               | 6 cylindres vertical                                                | 6 cylindres vertical                                                |
| Puissance [kW] ([Ch]) à X tours par minute | 99 (135) à 2 400                                                    | 99 (135) à 2 400                                                    |
| Disposition                                | Longitudinal au centre dans le porte-à-faux arrière.                | Longitudinal au centre dans le porte-à-faux arrière.                |
| Transmission                               |                                                                     |                                                                     |
| Transmission                               | Propulsion                                                          | Propulsion                                                          |
| Boite de vitesses 1                        | Voith DIWA 145 D2                                                   | Voith DIWA 145 D2                                                   |
| Utilisation                                | X                                                                   |                                                                     |
| Type                                       | Automatique à commande électrique et fonctionnement hydromécanique. | Automatique à commande électrique et fonctionnement hydromécanique. |
| Boite de vitesses 2                        | Voith DIWA 502.3                                                    | Voith DIWA 502.3                                                    |
| Utilisation                                |                                                                     | X                                                                   |
| Type                                       | Automatique à commande électrique et fonctionnement hydromécanique. | Automatique à commande électrique et fonctionnement hydromécanique. |
|                                            |                                                                     |                                                                     |

## Production
| Illustration | Réseau             | Nombre | Numéros | Livraison | Remarques |
| ------------ | ------------------ | ------ | ------- | --------- | --------- |
|              | Lille - CGIT       | 17     | 356-372 | 1966-1970 |           |
|              | Valenciennes - CEN |        |         | 1966      |           |